# Craggy Island (Südliche Shetlandinseln)
Craggy Island (von englisch craggy ‚felsig, schroff, zerklüftet‘, in Argentinien und Chile gleichbedeutend Islote Escarpado) ist eine schmale, durch Felsvorsprünge gekennzeichnete Insel im Archipel der Südlichen Shetlandinseln. Sie liegt nahe der Ostseite von Desolation Island und bildet die nordöstliche Begrenzung der Blythe Bay.
Wissenschaftler der britischen Discovery Investigations kartierten sie 1935 und gaben ihr ihren deskriptiven Namen.